# كأس الاتحاد الآسيوي 2023–24
كأس الاتحاد الآسيوي 2023 - 24 هي النسخة التاسعة عشر من بطولة كأس الاتحاد الآسيوي لكرة القدم ، وهي بطولة كرة قدم ثانوية في قارة آسيا وينظمها الاتحاد الآسيوي لكرة القدم.
هذا هو أول موسم من بطولة كأس الاتحاد الآسيوي تكون مدته سنتان ( يمتد من 23 - 24 ) ، بدلاً من جدول على مدار العام ( يكون في عام واحد ).
وسيتأهل الفائزون في البطولة إلى دوري أبطال آسيا 2024-25 ، ويدخلون التصفيات المؤهلة ، إذا لم يتأهلوا من خلال أدائهم المحلي.